# علوم نظامی

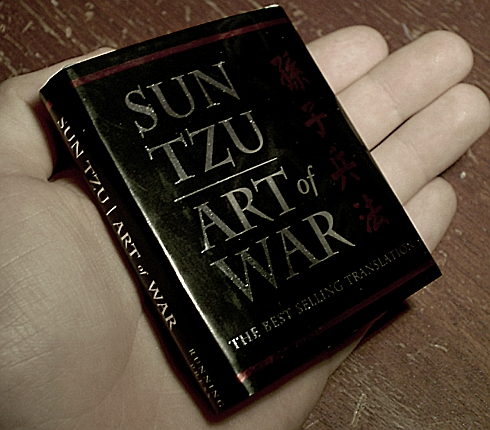
نمایی از کتاب «هنر جنگ» اثر سون تزو. این کتاب، اثری تعیین‌کننده در حوزه استراتژی و علوم نظامی در زمان خودش بوده و هنوز هم یکی از متون اصلی به‌شمار می‌رود.

علوم نظامی (انگلیسی: Military science) یا دانش نظامی، به مطالعه فرایندهای نظامی، اصول و رفتارها، همراه با مطالعات جنگ، نظریات و کاربردهای نیروهای نظامی سازمان‌یافته اطلاق می‌شود. علوم نظامی به‌طور عمده بر تئوری‌ها، روش‌ها و تمرین توسعه توانایی‌های نظامی، مطابق با سیاست‌های دفاع ملی متمرکز می‌باشد. علوم نظامی به شناسایی عوامل استراتژیک، سیاسی، اقتصادی، روانی، اجتماعی، عملیاتی، تکنولوژیکی و تاکتیکی نیاز دارد، تا مزیت نسبی نیروهای نظامی را در زمان صلح و در طول جنگ حفظ نماید.